# Centrale nucleare di Odessa
La centrale nucleare di Odessa (in ucraino Одеса АЕС) è una centrale nucleare ucraina accantonata, situata presso nei pressi della città di Teplodar a 25 km da Odessa nell'Oblast' di Odessa, doveva essere composta da due reattori di tipo VVER1000 per 1800 MW. La centrale era studiata principalmente per il teleriscaldamento della zona circostante.